# Pseudegestula transenna
Pseudegestula transenna är en snäckart som först beskrevs av Suter 1904.  Pseudegestula transenna ingår i släktet Pseudegestula och familjen Charopidae. Inga underarter finns listade i Catalogue of Life.